# Ивановская соборная мечеть
Ивановская соборная мечеть — единственная в Иванове мечеть, расположена на проспекте Строителей.
Имам-хатыб мечети — Сайфутдинов Таир Абдулбареевич. На занимаемой должности с 1999 года.

## Общие данные
Здание мечети было построено по индивидуальному проекту. В храме два молельных зала для мужчин и для женщин. Её главное украшение — 16-гранный купол. Мечеть рассчитана на 650 мест.